# 芝田清子
芝田 清子（しばた きよこ、1946年10月5日 - ）は、日本の女優、声優。兵庫県出身。柴田 清子名義で活動していた時期もある。

## 略歴
1970年に劇団俳優小劇場付属俳優養成所を卒業。江崎プロダクション（現：マウスプロモーション）に所属していた。

## 出演

### テレビアニメ
1971年
- アンデルセン物語
- 国松さまのお通りだい（信乃）

1972年
- 樫の木モック（ベルロック、母ウサギ、親リス、その夫人、その母）
- いなかっぺ大将

1973年
- 新造人間キャシャーン（ギャビィ、カルルの母）

1974年
- 空手バカ一代
- 昆虫物語 新みなしごハッチ

1975年
- 勇者ライディーン（1975年 - 1976年、桜野マリ〈2代目〉）
- タイムボカン（天照大神、乙姫）

1976年
- ゴワッパー5 ゴーダム（京子）
- ブロッカー軍団IVマシーンブラスター（さやか）

1977年
- あしたへアタック!（二階堂ゆか）
- 新巨人の星

1978年
- 未来少年コナン
- はいからさんが通る
- 科学忍者隊ガッチャマンII

1979年
- がんばれ! ぼくらのヒット・エンド・ラン（ランの母）
- サイボーグ009（キャサリン）
- ベルサイユのばら（女官）

1980年
- ニルスのふしぎな旅（ピーターのママ）
- 釣りキチ三平（一郎）

1981年
- まいっちんぐマチコ先生（ケン太の母）
- じゃりン子チエ（決斗の子猫）

1982年
- 科学救助隊テクノボイジャー（先生）※芝田清代子
- 戦闘メカ ザブングル（ギャブレット）

1985年
- おねがい!サミアどん（ママ 他）

### 劇場アニメ
1971年
- ヤスジのポルノラマ やっちまえ!!

1977年
- 赤鼻のトナカイ ルドルフ物語（乳母）

### 特撮
1974年
- 行け! 牛若小太郎（コーンジョ）

### 吹き替え

#### 映画
- アイガー・サンクション（アンナ夫人〈ハイディ・ブルール〉）※フジテレビ版
- 悪魔の植物人間（ローレン〈ジル・ヘイワース〉）
- 悪魔の発明
- アマゾネス ※テレビ朝日版
- アメリカン・グラフィティ ※フジテレビ版
- アンネの日記 ※テレビ朝日版2
- イージー・ライダー（メアリー〈トニー・バジル〉）
- イルカの日（ラナ〈ヴィクトリア・ラシモ〉）※テレビ朝日版
- 宇宙戦争（シルビア〈アン・ロビンソン〉）※テレビ東京版
- SF巨大生物の島（エレナ）※日本テレビ版
- 黄金のランデブー（スーザン〈アン・ターケル〉）
- 狼たちの午後
- 踊る大紐育（ルーシー）
- ガス燈（ナンシー〈アンジェラ・ランズベリー〉）※テレビ東京版
- がんばれ!ベアーズ ※テレビ朝日版
- クランスマン（ナンシー〈リンダ・エヴァンス〉）
- 幸福（イベット）
- 荒野の一つ星（シェリル〈ジア・サンドリ〉）※テレビ東京版
- コッチおじさん
- 最後の脱出（メアリー〈リン・フレデリック〉）
- シシリアン
- 新・明日に向って撃て!（メリー〈ジル・アイケンベリー〉）
- 人類SOS!（クリスティーン〈ニコール・モーレイ〉）
- スウォーム ※テレビ朝日版
- ストリートファイター（ゲイリーン〈マギー・ブライ〉[4]）
- 戦場にかける橋 ※フジテレビ版
- ダーティハリー2（サニー〈アデル・ヨシオカ〉）※フジテレビ版
- 大地震（デニス〈ジュヌヴィエーヴ・ビュジョルド〉）※TBS版
- 戦う幌馬車 ※フジテレビ版
- テンタクルズ（ジュディ〈シェリー・ブキャナン〉）※テレビ東京版
- パニック・イン・スタジアム ※日本テレビ版
- バラキ（マリア〈ジル・アイアランド〉）
- 東カリブ魔の海域 謎の大型クルーザー遭難
- フラッシュ・ゴードン（オーラ姫〈オルネラ・ムーティ〉）※日本テレビ版
- 暴力教室（アン〈アン・フランシス〉）
- 炎の人ゴッホ
- マシンガン・パニック
- マッドストーン（アマンダ〈ヘレン・モース〉）
- ミズーリ・ブレイク（ジェーン〈キャスリーン・ロイド〉）
- ヨーロッパの解放（ゾーヤ〈ラリーサ・ガルブキナ〉）
- レッド・サン（ペピータ〈キャプシーヌ〉）※TBS版
- ローラーボール（エラ〈モード・アダムス〉）
- 007 ゴールドフィンガー（マイ・リー）※日本テレビ版

#### ドラマ
- 奥さまは魔女 第214話「ダーリンは魔法使いになる!」
- 刑事コロンボ
  - 「黒のエチュード」（ジェニファー〈アンジャネット・カマー〉）※NHK版
  - 「毒のある花」（シャーリー〈シアン・バーバラ・アレン〉）
- パートリッジ・ファミリー（ローリー〈スーザン・デイ〉）
- ゆかいなブレディー家（マーシャ〈モーリーン・マコーミック〉）
- ロックフォードの事件メモ（ベス・ダベンポート〈グレッチェン・コーベット〉）

#### アニメ
- ビアンカの大冒険（空港のアナウンス）※劇場公開版
- わんぱくブレディ（スージー）

### テレビドラマ
- みだれがみ（1967年、NHK）
- 堂島（1968年、KTV）
- 部長刑事（ABC）
  - 第502回「御堂筋の女達」（1968年）
  - 第514回「宗右衛門町の女」（1968年）
  - 第532回「通報者」（1968年）
- 銭形平次 第99話「今日の月」（1968年、フジテレビ）
- 白い雪の中で（1969年、NHK）

### ラジオドラマ
- ラジオSFコーナー「河を渡って木立を抜けて」（1981年、NHK）

### レコード
- 東京のカサノバ（1984年、日本フォノグラム）※声の出演